# Бохумил Модри
Бохумил Модри е чехословашки спортист и политически затворник. Вратар на мъжкия национален отбор по хокей на Чехословакия, който печели сребърния медал на Олимпиадата през 1948 г. и два златни медала - на Световното първенство през 1947 г. и на Световното първенство през 1949 г.  Той е включен посмъртно в Залата на славата на Международната федерация по хокей на лед (IIHF) през 2011 г.

## Биография
Роден е на 24 септември 1916 г. в Прага. 
Модри играе клубния си хокей с LTC Praha, от който има четирима дезертьори на Купа Шпенглер през 1948 г. в Давос. Модри остава играч на този отбор и е определен да пътува като член на националния отбор за Световния шампионат по хокей на лед в Лондон от 13 до 22 март1950 г. но той и съотборниците му са арестувани от комунистическите власти. Чешкият национален отбор е спрян (11 март) на летището в Прага, докато се подготвя да пътува до Лондон, за да защити титлата си (претекст: репортерски визи, но е лъжа). Арестувани са на 13 март след след парти на 12 март, на което Модри не е бил. В кръчмата присъствала тайната полиция - STB, те били фрустрирани и  мразещи комунистическата партия. Някои от спортистите са обвинени в планове за бягство на Запад. През октомври 1950 г. Модри и десет други играчи са осъдени за предателство. Модри получава най-дългата присъда - 15 години затвор, като предполагаем ръководител на потенциалния план за бягство (заедно - 11 души ~ 74 години и 8 месеца).
Modrý изтърпява присъдата си в пражкия затвор Pankrác и взатвора Bory в Пилзен. През част от времето е на принудителен труд в урановите мини в Яхимов.
Бохумил Модри излежава 5 години от 15-годишната присъда. Умира на 21 юли 1963 г. .в родния си град Прага, 8 години след освобождаването си (1955) от затвора.
Той е включен посмъртно в Залата на славата на IIHF през 2011 г. 